# 舜皇角蟾
舜皇角蟾（学名：Boulenophrys shunhuangensis），一种于中华人民共和国湖南省邵阳市新宁县黄龙镇里竹山村舜皇山林场发现的两栖动物，隶属于角蟾科布角蟾属。其种加词“shunhuangensis”意为“舜皇山的”。

## 形态特征
舜皇角蟾体型小，雄蟾体长30.3～33.7毫米，雌蟾体长37.6毫米左右。身体背面皮肤光滑，呈砖红色或浅棕色，眶间具有一棕色倒三角形斑纹（部分个体具有浅黄色窄缘），背部有深棕色的“Y”斑纹；身体腹面光滑，喉部主要为浅棕色，有一深棕色斑点（部分个体具有浅黄色窄缘），腹部为棕色，腹中下部有白色网状斑点，腹部两侧为深棕色。

## 保护
本种于2023年被收录入《有重要生态、科学、社会价值的陆生野生动物名录》。